# Abraham Kurland
Abraham Kurland   (Odense, 10 de juny de 1912 - Copenhaguen, 14 de març de 1999) va ser un lluitador danès, especialista en lluita grecoromana, que va competir entre les dècades de 1930 i 1940.
El 1932 va prendre part en els Jocs Olímpics de Los Angeles, on guanyà la medalla de plata en la competició del pes lleuger del programa de lluita grecoromana. Quatre anys més tard, als Jocs de Berlín, era un dels principals favorits a guanyar una medalla, però renuncià a participar-hi perquè es disputaven a l'Alemanya Nazi. El 1948, un cop finalitzada la Segona Guerra Mundial, va disputar, sense sort els Jocs de Londres.
En el seu palmarès també destaquen tres medalles al Campionat d'Europa de lluita, una d'or, una de plata i una de bronze; i dotze campionats nacionals. Durant la Segona Guerra Mundial va fugir en vaixell a Suècia el 1943 juntament amb d'altres lluitadors danesos. El 1945 va tornar a Dinamarca, on exercí d'entrenador entre 1948 i 1962.